# Gabrielle con rosa
Gabrielle con rosa (en francés: Gabrielle à la rose) es un cuadro del pintor francés Pierre-Auguste Renoir, realizado en 1911 y conservado en el Museo de Orsay de París.

## Descripción
Gabrielle fue una mujer que entró dominando en la autobiografía artística de Renoir, apareciendo en muchísimas obras de su madurez tardía. En esta pintura la mujer es retratada vestida con una amplia camisa trasparente abierta en el pecho. El fondo es indefinido y casi se amalgama con las formas de la modelo, la cual es atrapada mientras se arregla una rosa en el cabello: la elección de la flor no es casual, y pretende simbolizar la juventud de Gabrielle, la maliciosa voluptuosidad de su carne.
Renoir ha superado ampliamente la fase de dibujo riguroso (la llamada entrada) de su producción pictórica, y con Gabrielle con rosa llega a una pincelada pastosa, espesor idóneo para definir la rica corporeidad de la modelo, que se afirma con una imponencia casi rubensiana: «Amo la pintura grasienta, lisa y aceitosa, me encanta palpar un cuadro, pasarle la mano» (Renoir). Gabrielle con rosa, en efecto, es una de las más altas expresiones de la tardía madurez de Renoir, período a menudo ignorado por las antologías artísticas en favor de la impresionista. No hay que olvidar, sin embargo, que fueron los cuadros como Gabrielle con rosa, con su paleta llena de corpulentos rojos, lo que fascinó a jóvenes pintores de la época, como Henri Matisse, que a menudo iba a Cagnes para visitar al ya anciano Renoir y aprender sus secretos.